# Frederik Willem van Eeden
Frederik Willem van Eeden (Haarlem, 26 oktober 1829 – aldaar, 4 mei 1901) was een bekend Nederlands amateur-plantkundige. Hij was de vader van de schrijver Frederik van Eeden.
Hij werd geboren in Haarlem, waar hij algemeen secretaris-penningmeester van de Nederlandsche Maatschappij ter Bevordering van Nijverheid en directeur van het Museum voor Kunstnijverheid werd. Van 1871 tot zijn dood was hij er directeur van het Koloniaal Museum (de voorloper van het Koloniaal Instituut, later Koninklijk Instituut voor de Tropen in Amsterdam), dat op zijn initiatief in 1864 was opgericht.
F. W. van Eeden was waarschijnlijk de eerste die het begrip (niet het woord) natuurmonument gebruikte, in zijn boek Onkruid. In deze populairwetenschappelijke klassieker opperde hij het idee om sommige delen van Nederland te bewaren als monument der natuur.

## Werken
- De Duinen en Bosschen van Kennemerland (Groningen, 1866)
- Hortus Batavus (Amsterdam, 1868)
- De Botanie van het dagelijksch leven (Purmerend, 1870)
- De Koloniën op de internationale tentoonstelling te Amsterdam in 1883 (Haarlem, 1884)
- Onkruid. Botanische Wandelingen (2 delen, Haarlem, 1886)
- Noorderlicht. Bezoek aan Scandinavië in 1887 (Haarlem, 1888).

Vanaf 1868, te beginnen met deel XIII, redigeerde Van Eeden het standaardwerk Flora Batava. Afbeelding en Beschrijving van Nederlandsche Gewassen, dat in 1800 was begonnen door Jan Kops. Daarnaast leverde hij vele bijdragen aan het Nederlandsch Kruidkundig Archief, het Album der Natuur, het Tijdschrift der Nederlandsche Maatschappij van Nijverheid en de Volksalmanak van de Maatschappij tot Nut van 't Algemeen.